# Habronattus mataxus
Habronattus mataxus es una especie de araña saltadora del género Habronattus, familia Salticidae. Fue descrita científicamente por Griswold en 1987.
Habita en los Estados Unidos y México. Tanto los machos como las hembras se asemejan a Habronattus cognatus. El macho se diferencia por tener un clípeo más oscuro y sin espinas en la primera tibia.